# باكاريس
بلدية باكاريس (بالإسبانية: Bacares)‏, هي بلدية تقع في مقاطعة المرية. جنوب شرق إسبانيا. يبلغ عدد سكانها 291 نسمة.

## وصلات خارجية
- (بالإسبانية)